# Maria Josep Colomer i Luque
Maria Josep Colomer i Luque (Barcelona, 31 de marzo de 1913-Surrey, Inglaterra, 25 de mayo de 2009), más conocida como Mari Pepa Colomer, es una de las pioneras de la aviación española. Con frecuencia es considerada la primera española en obtener la licencia oficial de piloto en 1931 y la primera mujer instructora de navegación de España, sin embargo, el 24 de noviembre de 1928, María Bernaldo de Quirós obtuvo la licencia de piloto en la Escuela Nacional Aeronáutica de Madrid.

## Biografía
Estudió en el Instituto de Cultura y Biblioteca Popular de la Mujer, institución que había fundado en 1909 Francisca Bonnemaison, con la intención de dar instrucción a las mujeres obreras para que pudieran aprender un oficio y ejercer después su profesión. De pequeña, ya quería volar y se iba en bicicleta al aeródromo de Cataluña y allí probaba los aviones vigilada por los mecánicos.
En mayo de 1930, ingresó en la Escuela de Aviación de Barcelona. Con tan solo 17 años,y tras realizar las sesenta horas de vuelo reglamentarias, el 19 de enero de 1931, obtuvo la licencia oficial de piloto. Su nombramiento generó una gran expectación, apareció en la portada del diario La Vanguardia y la Diputación de Barcelona le hizo un homenaje.
Tras la obtención del título, para conseguir experiencia profesional y demostrar que estaba al mismo nivel que el resto de pilotos (hombres) que la rodeaban, participó en varios concursos de pilotos amateurs y en el II Concurso de Aviación de Cardedeu, en aquella época muy reconocido en el mundo de la aviación civil. En 1932, se creó la Escola de Pilots Militars de la Generalitat y en octubre de ese mismo año, saltaría a la fama al lograr aterrizar un Zeppelin en el aeródromo de Barcelona. Fue todo un acontecimiento. Entre las muchas personas asistentes al evento se encontraba una joven, Dolors Vives Rodón, conocida como Lolita Vives, quien no tardó en seguir sus pasos como otra de las pioneras de la aviación española. Tres años después, en 1935, Mari Pepa se convertiría en la primera mujer instructora de vuelo española. En 1936 creó, junto con otros compañeros, la primera Cooperativa de Trabajo Aéreo de Cataluña y la Escuela Catalana de Aviación, donde dio clases también.
Con el estallido de la guerra civil española, empezó a formar parte de la Escuela de Pilotos de la Generalidad de Cataluña, con el rango de auxiliar de primera categoría del Servicio Aeronáutico donde trabajaba formando nuevos pilotos para las Fuerzas Aéreas de la República Española. Llegó a tener rango de oficial del Ejército y desarrolló funciones como instructora de pilotos de guerra, piloto de abastecimiento, ambulancia y propaganda. Tras ayudar a cruzar la frontera hispano-francesa a miles de exiliados republicanos, al final de la guerra es ella la que se exilió, junto al que había sido su profesor, el piloto Josep Maria Carreras y Dexeus, que se convertiría posteriormente en su marido. Primero se trasladaron a Toulouse y después a Inglaterra, en donde vivió el resto de su vida. No volvió a pilotar nunca más un avión y cuando se le preguntaba por qué, su respuesta siempre fue que en Inglaterra no había trabajo para ella como piloto.
El mes de marzo del año 2003, la Secretaría General del Deporte de la Generalitat de Cataluña rindió un homenaje a su trayectoria deportiva en el mundo de la aviación. Sus cenizas fueron llevadas al cementerio de Reus.

## Reconocimientos
- Hay una avenida que lleva su nombre en El Prat de Llobregat (Barcelona) y en Getafe (Madrid), una calle en Castelldefels (Barcelona) y en Albacete, unos jardines en Barcelona (Barcelona) y una escuela de educación infantil, primaria y secundaria en El Prat de Llobregat (Barcelona).
- Desde 2023, un avión A320neo con matrícula EC-NZP de Iberia lleva su nombre (María Pepa Colomer).
- En julio de 2018 la Asociación “Herstóricas. Historia, Mujeres y Género” y el Colectivo “Autoras de Cómic” creó un proyecto de carácter cultural y educativo para visibilizar la aportación histórica de las mujeres en la sociedad y reflexionar sobre su ausencia consistente en un juego de cartas. Una de estas cartas está dedicada a Colomer i Luque.[10][11]